# Forte di Curupayty

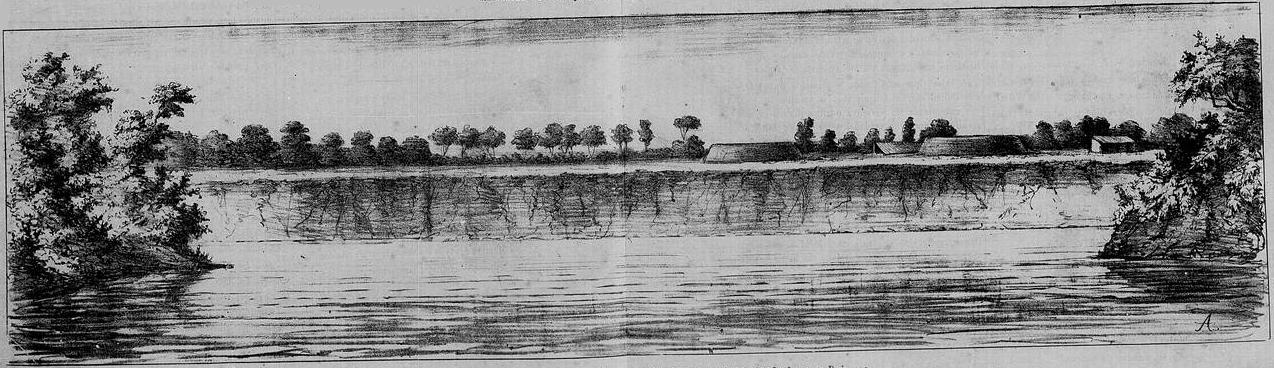
Il Forte di Curupayty.

Il Forte di Curupayty è stato un complesso difensivo militare, situato in territorio paraguaiano, nel dipartimento di Ñeembucú, sorto come difesa avanzata della fortezza di Humaitá, che controllava l'accesso da sud per la capitale Asunción lungo il fiume Paraguay.
Il 22 settembre 1866 il forte fu l'obbiettivo di un'offensiva militare condotta dalle forze armate di Argentina, Brasile e Uruguay durante la guerra della Triplice Alleanza; la battaglia, una delle più cruente dell'intera storia sudamericana, si concluse con una totale disfatta da parte degli attaccanti. Fu poi abbandonato dalle forze paraguaiane il 23 marzo 1868, quando i successi dell'esercito alleato sul fiume ne avevano reso inutile il controllo.

## Storia
Già negli ultimi anni del Vicereame del Río de la Plata era sorta una disputa territoriale tra l'Intendenza del Paraguay e il governatore di Corrientes riguardo all'interpretazione della "Real Cedola" che nel 1620 aveva stabilito i confini tra il Governatorato del Paraguay e quello del Río de la Plata; avendo indicato tale disposizione il confine sul fiume Tebicuary gli abitanti di Corrientes avevano occupato le terre tra quest'ultimo fiume e il Paraná. Citando un precedente arbitrato, da parte sua, l'Intendente del Paraguay Pedro Melo de Portugal nel 1784 reclamò il possesso della regione e chiese di sgombrare il forte di Curupayty; avendo ricevuto risposta negativa, lo occupò con la forza.
Con la fine dell'epoca coloniale la contesa passò alle due nuove entità statali, l'Argentina e il Paraguay, rimasto alla fine in pieno possesso del forte in questione.

## La battaglia di Curupayty
Durante la guerra della Triplice Alleanza, all'indomani della caduta del forte di Curuzú il 3 settembre 1866 l'esercito paraguaiano riuscì a trincerarsi nel forte di Curupayty, che costituiva con i forti di Humaitá, Sauce e Angulo, uno dei vertici del "Quadrilatero" difensivo che chiudeva agli invasori l'accesso alla capitale Asunción. Mentre gli alleati rimandavano l'attacco per divergenze interne e condizioni meteorologiche, i 5.000 difensori del forte intrapresero un'intensa opera di fortificazione; sotto la guida del generale José Eduvigis Díaz i paraguaiani scavarono due linee da 2 km di trincee, costituite da un fosso largo 4 metri e profondo 2 spalleggiato da un muro alto 2 metri, dietro il quale erano state approntate le piazzole per i pezzi d'artiglieria. Nella parte esterna le trincee presentavano come ostacoli un fitto sbarramento di alberi dai rami spinosi.
Il 21 settembre 1866 il generale Díaz diede notizia al maresciallo Francisco Solano López, presidente paraguaiano, della conclusione dei lavori di rafforzamento; il giorno successivo, il 22 settembre, le forze della "Triplice Alleanza" (Argentina, Brasile e Uruguay) scatenarono l'attacco contro il forte. La battaglia di Curupayty si risolse con la completa sconfitta degli attaccanti, che si infransero contro le difese lasciando sul terreno un enorme numero di combattenti.
Il forte fu abbandonato dopo che i successi alleati sul fiume Paraguay, con l'importante cattura della fortezza di Humaitá, indusse i paraguaiani a ritirarsi verso l'interno.